# Fixedsys
Fixedsys，全名為Fixed System，是微軟於1980年代所創造的一套固定字元寬度的無襯線字型。Fixedsys是Windows作業系統中最古老的字型之一，並且是Windows 1.0和2.0時代的系統字型。雖然Windows 3.0以後的系統字型改變為System，但Fixedsys仍被部份程式採用為預設字型，例如記事本程式直到Windows Me的版本（中文版直到Windows NT 5.x）皆預設使用Fixedsys顯示。
Fixedsys是點陣字型，只有12點的大小，這意謂Fixedsys不像一般字型一樣可以自由縮小或放大且保持良好的可讀性（不過鋸齒狀邊緣也成為其特色）。Fixedsys並非在所有程式中皆能正常顯示。
Fixedsys設計優良，筆劃結構清晰，字元不易混淆，具有出色的可讀性，加上其為等寬字體，所以也常被採用為程式碼的顯示方式。

## 衍生版本
熱愛者以Fixedsys為基底，針對其不足進行改良，設計出衍生版本：
- Fixedsys TTF：將Fixedsys改為TrueType，使Fixedsys可以有12點以外的大小選擇。但為保留Fixedsys的特色，放大後文字邊緣仍然呈鋸齒狀。
- Fixedsys Excelsior：支援TrueType，僅支援12點大小，擴充了支援的字集範圍，意即此字型可以正確顯示更多的文字。